# 小行星8653
小行星8653（英語：8653）是一颗围绕太阳公转的小行星。1990年5月20日，罗伯特·H·麦克诺特在赛丁泉山发现了此天体。
这颗小行星的绝对星等为178.83829等。